# Udea hamalis
Udea hamalis là một loài bướm đêm trong họ Crambidae.